# Luxembourg au Concours Eurovision de la chanson 1968
Le Luxembourg a participé au Concours Eurovision de la chanson 1968, le 6 avril 1968 à Londres, Angleterre, au Royaume-Uni. C'est la 12e participation luxembourgeoise au Concours Eurovision de la chanson.
Le pays est représenté par Chris Baldo en duo avec Sophie Garel et la chanson Nous vivrons d'amour, sélectionnés en interne par Télé Luxembourg.

## Sélection interne
Le radiodiffuseur luxembourgeois, Télé Luxembourg, choisit l'artiste et la chanson en interne pour représenter le Luxembourg au Concours Eurovision de la chanson 1968.
Lors de cette sélection, c'est la chanson Nous vivrons d'amour, écrite par Jacques Demarny et composée par Carlos Leresche et interprétée par le chanteur Chris Baldo en duo avec la chanteuse française Sophie Garel, qui fut choisie, accompagnée du chef d'orchestre André Borly.
| Ordre | Interprète                  | Chanson              | Langue   |
| ----- | --------------------------- | -------------------- | -------- |
| 1     | Chris Baldo et Sophie Garel | Nous vivrons d'amour | Français |

## À l'Eurovision
Chaque pays a un jury de dix personnes. Chaque juré attribue un point à sa chanson préférée.

### Points attribués par le Luxembourg
| 3 points | France                                                           |
| 1 point  | Allemagne Espagne Irlande Monaco Norvège Royaume-Uni Yougoslavie |

### Points attribués au Luxembourg
| 10 points | 9 points | 8 points | 7 points | 6 points                                              |
| --------- | -------- | -------- | -------- | ----------------------------------------------------- |
|           |          |          |          |                                                       |
| 5 points  | 4 points | 3 points | 2 points | 1 point                                               |
|           |          |          |          | - Autriche - France - Monaco - Pays-Bas - Royaume-Uni |

Chris Baldo et Sophie Garel interprètent Nous vivrons d'amour en cinquième position, suivant l'Autriche et précédant la Suisse .
Au terme du vote final, le Luxembourg termine 11e — a égalité avec le Portugal — sur les 17 pays participants, ayant reçu 5 points au total de la part de cinq pays,.